# South Sea Company

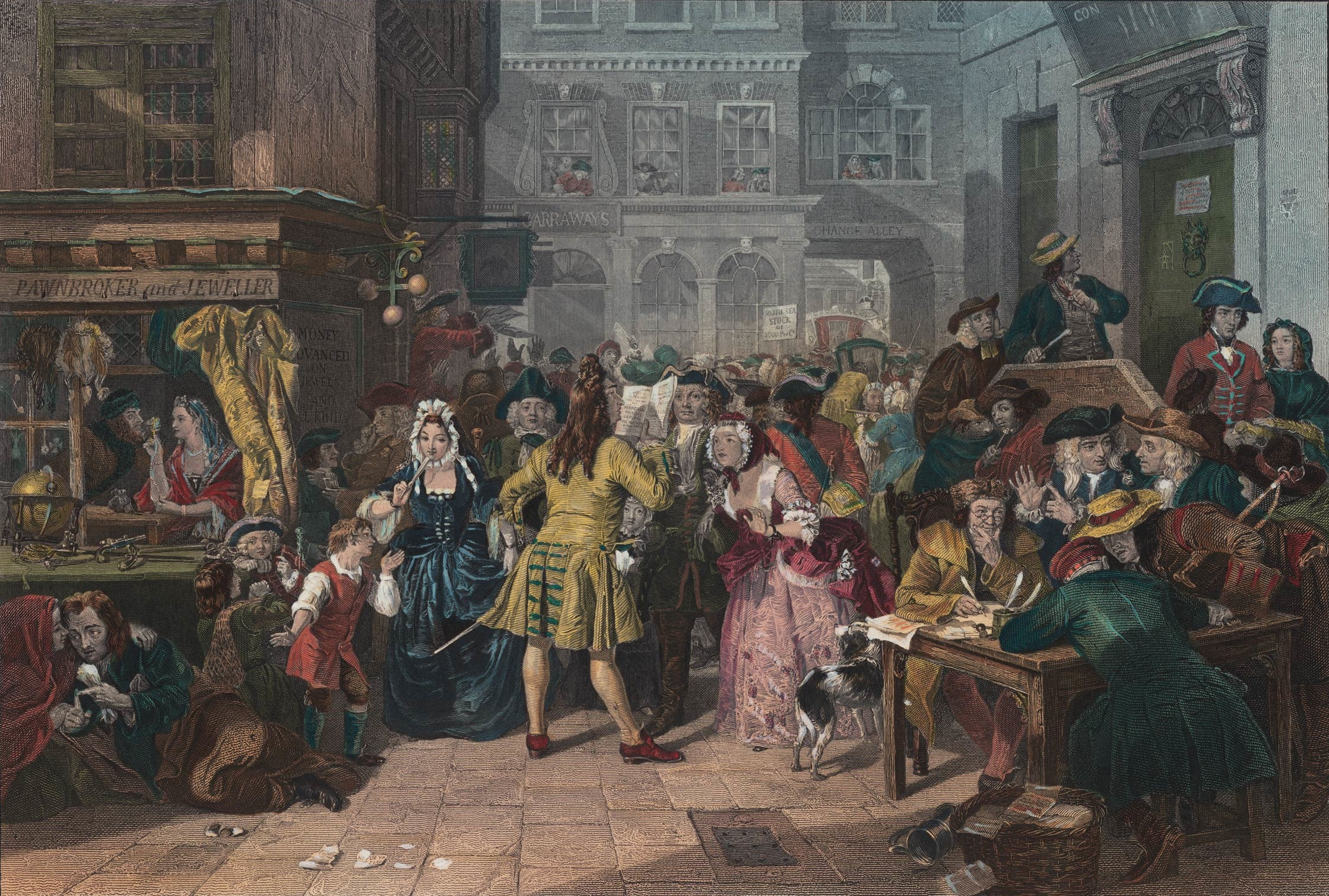
Hogarthian image of the 1720 "South Sea Bubble" from the mid-19th century, by Edward Matthew Ward, Tate Gallery

La South Sea Company, in italiano Compagnia del Mare del Sud (ufficialmente: Il Governatore e la Società dei commercianti della Gran Bretagna, il commercio nei mari del Sud e in altre parti d'America, e per l'incentivazione della pesca) era una società per azioni britannica fondata nel 1711, creata da un partenariato pubblico-privato per consolidare e ridurre il costo del debito nazionale. Alla compagnia era stato inoltre concesso il monopolio per il commercio con il Sud America, da cui il nome.
Nel momento in cui fu creata, la Gran Bretagna fu coinvolta nella Guerra di successione spagnola e la Spagna controllava il Sud America. Non c'era quindi alcuna prospettiva realistica che il commercio avrebbe avuto luogo e che la compagnia avrebbe mai realizzato alcun profitto significativo dal suo monopolio. Le azioni della compagnia aumentarono notevolmente in termini di valore, quando ampliò le sue operazioni che si occupavano di debito pubblico, con un picco nel 1720 prima di crollare a poco a poco sopra il prezzo di flottazione originale; questo diventò noto come la South Sea Bubble. Il Bubble Act, approvato dal parlamento di Gran Bretagna dopo il crollo della borsa del 1720 e che vietava la creazione di società per azioni senza licenza reale, fu promosso dalla South Sea Company stessa prima del suo collasso.
Un numero considerevole di persone fu rovinato dal crollo delle quotazioni, e l'economia nazionale di conseguenza si ridusse notevolmente. I fondatori del sistema si dedicarono all'aggiotaggio, usando la loro conoscenza in anticipo rispetto a quando il debito nazionale sarebbe stato consolidato, per fare grandi profitti dall'acquisto in anticipo del debito stesso. Tangenti enormi furono date ai politici per sostenere la legge del Parlamento necessaria per il piano. Il denaro della Compagnia fu utilizzato per negoziare azioni proprie ed a coloro che acquistavano azioni furono dati prestiti garantiti da quelle stesse azioni, da spendere per l'acquisto di nuove altre azioni selezionate. L'aspettativa di grande ricchezza dal commercio con il Sud America fu utilizzato per incoraggiare il pubblico ad acquistare azioni, nonostante la probabilità limitata che questo sarebbe mai potuto accadere. L'unico commercio significativo che ebbe luogo era la tratta atlantica degli schiavi, ma la società non riuscì a gestirla con profitto.
Una inchiesta parlamentare si è svolta dopo il disastro per scoprirne le cause. Un certo numero di politici caddero in disgrazia, e le persone trovate ad aver tratto profitto illecitamente dalla compagnia ebbero i loro beni confiscati in proporzione ai loro guadagni (la maggior parte erano già stati degli uomini ricchi e rimasero confortevolmente ricchi). La società fu ristrutturata e continuò a funzionare per più di un secolo dopo la bolla. La sede era in Threadneedle Street al centro del quartiere finanziario di Londra, dove oggi si trova la Banca d'Inghilterra. Al tempo di questi fatti anche questa era una società privata che si occupava del debito pubblico e il crollo del suo rivale consolidò la propria posizione di banchiere del governo britannico.

## Fondazione
Nell'agosto del 1710 Robert Harley, I conte di Oxford e conte di Mortimer, fu nominato Cancelliere dello Scacchiere in un governo di mandato. Il governo in questo momento era diventato dipendente della Banca d'Inghilterra. Questa era una società privata fondata 16 anni prima, che aveva ottenuto il monopolio come finanziatore a Westminster in cambio della organizzazione e gestione dei crediti del governo. Il governo era diventato insoddisfatto del servizio che stava ricevendo e Harley stava cercando attivamente nuovi modi per migliorare le finanze nazionali.
Un nuovo Parlamento si riunì nel novembre 1710 con la volontà di dedicarsi alle finanze nazionali, che erano in gran difficoltà a causa di due guerre simultanee: quella con la Francia, che non sarebbe terminata fino al Trattato di Utrecht del 1713 e la Grande guerra del Nord, che non sarebbe finita fino al 1721. Harley arrivò preparato, con resoconti dettagliati della situazione del debito pubblico, che era solitamente un affare frammentato, con diversi dipartimenti governativi che organizzavano i propri prestiti quando sorgeva la necessità. Egli pubblicò le informazioni costantemente, aggiungendo continuamente nuove segnalazioni di debiti contratti e delle spese scandalose, fino a quando nel gennaio 1711 la Camera dei comuni decise di nominare una commissione per indagare la totalità del debito. Il comitato comprendeva Harley stesso; i due Sindaci degli Anticipi, il cui compito era quello di indagare la spesa pubblica; Il fratello di Harley, Edward; e Paul Foley, il suo fratellastro. C'era anche il Segretario del Tesoro, William Lowndes, che aveva avuto una responsabilità significativa di rimuovere l'intera moneta britannica degradata nel 1696; e John Aislabie che rappresentava il Club ottobre, un gruppo di circa 200 deputati che aveva accettato di votare insieme.
La prima preoccupazione di Harley fu di trovare £ 300.000 per pagare il successivo trimestre all'esercito britannico operante in Europa sotto Marlborough. Questo fu garantito da un consorzio privato di Edward Gibbon, George Caswall e la Hoare's Bank. La Banca d'Inghilterra stava facendo una lotteria nazionale, per conto del governo, ma non aveva avuto particolare successo nel 1710, e un'altra era già iniziata nel 1711. Anche questa ebbe scarso rendimento, in modo che Harley diede il permesso di vendere i biglietti a John Blunt, un direttore della Hollow Sword Blade Company, che nonostante il suo nome era una banca non ufficiale. Con le vendite che iniziarono il 3 marzo 1711, i biglietti erano completamente esauriti dal settimo giorno. Questo fu il primo vero successo inglese in una lotteria di stato.
Il successo è stato a breve seguito da un'altra, più grande, lotteria, "I due milioni di Avventura" o "La Classis", con i biglietti che costavano £ 100, un primo premio di £ 20 000 e ogni biglietto vincente un premio di almeno £ 10. Anche se i premi sono stati pubblicizzati per il loro importo complessivo, in realtà venivano pagati sotto forma di una rendita fissa nell'arco di alcuni anni, in modo che il governo poté tenersi effettivamente il premio in denaro come un prestito fino a quando non veniva versato ai vincitori. La commercializzazione fu gestita dai membri del sindacato di Sword Blade, Gibbon vendette £ 200 000 di biglietti e guadagnò £ 4500 Commissione, e Blunt vendette £ 993 000. Charles Blunt (un parente) fu fatto Tesoriere della lotteria a spese di £ 5000.

### Nascita della Compagnia
L'indagine del debito pubblico aveva concluso che era dovuto un totale di £ 9 000 000, senza avere allocato alcuna somma per saldarlo. Edward Harley e John Blunt insieme avevano messo a punto uno schema per consolidare questo debito più o meno allo stesso modo in cui la Banca d'Inghilterra aveva consolidato debiti precedenti, anche se la Banca deteneva ancora il monopolio nell'operare come una banca. Tutti i possessori di debito sarebbero stati tenuti a cederlo ad una nuova compagnia, la South Sea Company, che in cambio avrebbe emesso azioni per lo stesso importo. Il governo avrebbe pagato la compagnia £ 568 279 10s 0d (6% di interessi più le spese) all'anno, che sarebbe stato distribuito come dividendo agli azionisti. Alla compagnia fu dato anche il monopolio per il commercio con il Sud America, un affare potenzialmente lucrativo, ma controllato dalla Spagna, con la quale la Gran Bretagna era in guerra.
A quel tempo, quando l'America continentale veniva esplorata e colonizzata, gli europei applicarono il termine "Mari del Sud" solo per il Sud America e le acque circostanti, non a qualsiasi altro oceano. La concessione trasse fuori il potenziale per utili futuri ed incoraggiò il desiderio di porre fine alla guerra, cosa necessaria se si voleva ottenere dei guadagni. Il suggerimento originale per il piano South Sea viene talvolta accreditato a Daniel Defoe, ma è più probabile che l'idea abbia avuto origine con William Paterson, uno dei fondatori della Banca d'Inghilterra e il Piano Darien, il fallimento disastroso del quale contribuì all'accettazione della Scozia di unirsi con l'Inghilterra nel 1707.
Harley fu premiato per il piano con il titolo di Conte di Oxford il 23 maggio 1711, e fu promosso a lord gran tesoriere. Con una posizione più sicura, iniziò trattative di pace segrete con la Francia. Commercialmente, dal momento che le lotterie erano ormai state screditate, parte del debito che si intendeva consolidare nell'ambito del piano, era disponibile sul mercato libero, prima che il piano venisse annunciato, a una tariffa scontata di 55 sterline per 100 sterline di valore nominale. Questo permise a chiunque lo sapesse in anticipo di comprare debito a buon mercato e vendere ad un profitto immediato, e rese possibile per Harley di portare ulteriori sostenitori finanziari nel piano, come ad esempio James Bateman e Theodore Janssen.
Daniel Defoe commentò:
Gli ideatori del piano sapevano che non c'erano soldi per investire in una impresa commerciale, e nessuna prospettiva realistica ci sarebbe mai stata di scambi commerciali, ma era stato ampiamente pubblicizzato in ogni occasione il potenziale di una grande ricchezza, in modo da incoraggiare l'interesse nel piano. L'obiettivo per i fondatori era quello di creare una società che potessero usare per diventare ricchi, e che ha offrisse future opportunità per ulteriori accordi con il governo.

### Flottazione

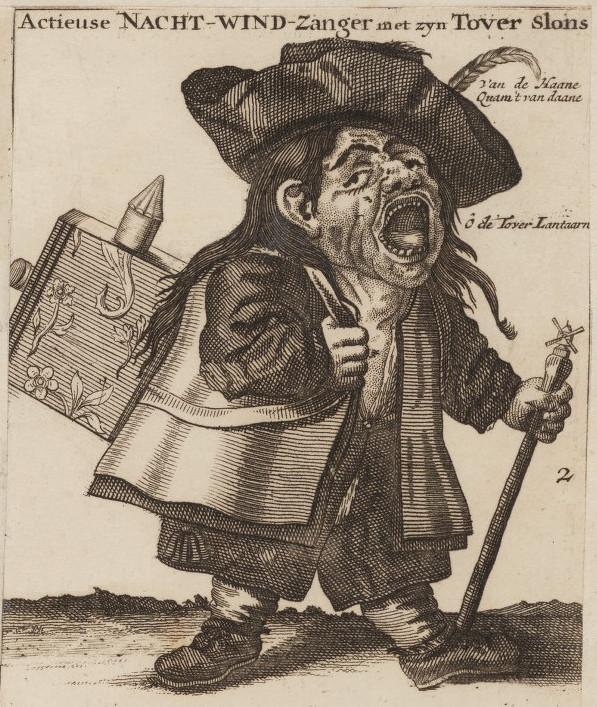
I "venditori di vento notturno" vendevano azioni per strada durante la South Sea Bubble.

La Carta per la compagnia fu redatta da Blunt, basata su quello della Banca d'Inghilterra. Blunt fu pagato £ 3846 per i suoi servizi nella costituzione della società. Nuovi Amministratori sarebbero stati eletti ogni tre anni, mentre gli azionisti si sarebbero incontrati due volte l'anno. L'azienda contava un cassiere, un segretario e un contabile. Il Governatore era inteso come una posizione onoraria, e la posizione fu successivamente di solito tenuta dal Re al potere. La Carta permise alla piena corte degli Amministratori di nominare un comitato più ristretto per agire su qualsiasi questione per suo conto. Gli Amministratori della Banca d'Inghilterra e della East India Company furono radiati dall'essere direttore della South Sea Company. Qualsiasi nave di oltre 500 tonnellate di proprietà della società doveva avere a bordo un sacerdote della Chiesa d'Inghilterra.
Lo scambio di debito pubblico per azione doveva avvenire in cinque lotti separati. I primi due di questi, per un totale di 2,75 milioni di sterline da circa 200 grandi investitori, erano già stati disposti prima che il contratto della compagnia fosse firmato, il 10 settembre 1711. Lo stesso governo scambiò £ 0,75 milioni del proprio debito detenuto da diversi reparti (in questo momento, i singoli titolari di cariche erano responsabili per il denaro nella loro carica ed erano liberi di investire a proprio vantaggio prima che fosse richiesto). Harley scambiò £ 8000 di debiti e fu nominato Governatore della nuova compagnia. Blunt, Caswall e Sawbridge insieme fornirono £ 65 000, Janssen £ 25 000 del suo più £ 250 000 da un consorzio estero, Decker £ 49 000, Sir Ambrose Crawley £ 36 791. La compagnia aveva un sub-governatore, Bateman; un vice governatore, Ongley; e 30 direttori ordinari. In totale, nove dei direttori erano politici, cinque erano membri del consorzio Sword Blade e altri sette erano ex magnati della finanza che erano stati attratti dal piano.
La compagnia creò uno stemma con il motto A Gadibus usque ad Auroram ("da Cadice all'alba") e affittò una grande casa in città come sua sede. Sette sottocomitati furono creati per gestire la propria attività di tutti i giorni, il più importante dei quali era il "Comitato per gli affari della società". La società Sword Blade fu mantenuta come loro banchiere e sulla forza delle sue nuove connessioni governative di stato emise banconote valide a tutti gli effetti, nonostante il monopolio della Banca d'Inghilterra. Il compito del Segretario della compagnia era quello di sorvegliare le attività di trading; il contabile, Grigsby, era responsabile per la registrazione e l'emissione di magazzino e il cassiere, Robert Knight, agiva come assistente personale di Blunt con uno stipendio di £ 200 all'anno.

### La tratta degli schiavi
La guerra di successione spagnola non terminò fino a marzo 1713, quando il Trattato di Utrecht concesse alla Gran Bretagna un Asiento della durata di 30 anni per la fornitura alle colonie spagnole di 4800 schiavi all'anno. Alla Gran Bretagna fu concesso di aprire uffici a Buenos Aires, Caracas, Cartagena, L'Avana, Panama, Portobelo e Vera Cruz per organizzare il commercio degli schiavi. Una nave di non più di 500 tonnellate poteva essere inviata in uno di quei luoghi ogni anno (il Navío de Permiso) con prodotti del commercio in generale. Un quarto dei profitti doveva essere riservato al re di Spagna. Furono previste due partenze in più all'inizio del contratto. L'Asiento fu concesso nel nome della regina Regina Anna e poi contratto per l'azienda.
A luglio la compagnia aveva organizzato i contratti con la Royal African Company per fornire i necessari schiavi africani in Giamaica. Furono pagate 10 sterline per uno schiavo di età superiore ai 16 anni, 8 per uno sotto i 16 anni, ma più di 10. I due terzi dovevano essere di sesso maschile, e il 90% adulti. La compagnia trasferì 1230 schiavi dalla Giamaica in America nel primo anno, più eventuali altri che potessero essere aggiunti (contro istruzioni che c'erano) dai capitani delle navi per conto proprio. All'arrivo dei primi carichi, le autorità locali rifiutavano di accettare l'Asiento, che non era stato ancora ufficialmente confermato dalle autorità spagnole. Gli schiavi furono alla fine venduti in perdita nelle Indie Occidentali.
Nel 1714 il governo annunciò che un quarto dei profitti sarebbe stato riservato alla Regina e un ulteriore 7,5% a un consulente finanziario, Manasseh Gilligan. Alcuni membri del consiglio della Compagnia rifiutarono di accettare il contratto in questi termini, e il governo fu costretto a ritornare sulla sua decisione.
Nonostante questi contrattempi, la compagnia continuò, avendo stanziato £ 200 000 per finanziare le operazioni. Nel 1714 furono trasportati 2680 schiavi, e nel 1716-1717, 13 000 di più ma il commercio continuò a non essere redditizio. Un dazio all'importazione di 33 Real da otto veniva addebitato per ogni schiavo (anche se per questo scopo alcuni schiavi potevano essere conteggiati solo come una frazione di uno schiavo, a seconda della qualità). Una delle navi commerciali in più fu inviata a Cartagena nel 1714 con un carico di lana, nonostante gli avvertimenti che non esisteva un mercato per questa, e rimase invenduta per due anni.

### Cambiamenti di gestione
La compagnia era fortemente dipendente dalla buona volontà del governo; quando cambiò il governo, così anche fece il consiglio della compagnia. Nel 1714 uno dei direttori che erano stati promossi da Harley, Arthur Moore, aveva tentato di inviare 60 tonnellate di merci private a bordo della nave della compagnia. Egli fu dimissionato come direttore, ma il risultato fu l'inizio del decadimento di Harley dal favore della compagnia. Il 27 luglio 1714, Harley fu sostituito nel ruolo di lord gran tesoriere a causa di un disaccordo che era scoppiato all'interno della fazione Tory in parlamento. La regina Anna morì il 1 agosto 1714 e alla nomina degli amministratori nel 1715 il principe di Galles (il futuro re Giorgio II)) fu eletto governatore della compagnia. Il nuovo re Giorgio I ed il principe di Galles ebbero entrambi partecipazioni rilevanti nella compagnia, come fecero alcuni politici di spicco Whig, tra cui James Craggs il Vecchio, il conte di Halifax e Sir Joseph Jekyll. James Craggs, come Postmaster generale, era responsabile nell'intercettare la posta per conto del governo per ottenere informazioni politiche e finanziarie. Tutti i politici conservatori furono rimossi dal consiglio e sostituiti con uomini d'affari. Il Whigs Horatio Townshend, cognato di Robert Walpole e il Duca di Argyll furono eletti consiglieri.
Il nuovo governo portò a una ripresa del valore delle azioni della compagnia, che era caduto al di sotto del prezzo di emissione. Il precedente governo non era riuscito a effettuare i pagamenti di interessi alla compagnia durante gli ultimi due anni, dovendo più di 1 milione di sterline. La nuova amministrazione insistette perché il debito fosse cancellato, ma permise alla compagnia di emettere nuove azioni agli azionisti per il valore dei mancati pagamenti. A circa 10 milioni di sterline, ora rappresentava la metà del capitale sociale emesso in tutto il paese. Nel 1714 la compagnia aveva da 2000 a 3000 soci, più di uno qualsiasi dei suoi rivali.
Nel momento delle elezioni amministrative nel 1718 la politica era cambiata di nuovo, con uno scisma all'interno dei Whigs tra la fazione di Walpole che sosteneva il principe di Galles e James Stanhope, che sosteneva il re. Argyll e Townshend furono dimissionati da amministratori, dato che erano rimasti i Tories Sir Richard Hoare e George Pitt e il re Giorgio I divenne governatore. Quattro deputati rimasero amministratori, come fecero sei persone che gestivano uffici finanziari governativi. La Sword Blade Company rimase come banchiere della South Sea e in effetti aveva prosperato nonostante la posizione giuridica dubbia della società. Blunt e Sawbridge rimasero amministratori della South Sea e furono raggiunti da Gibbon e Child. Caswall si era ritirato da amministratore della South Sea per concentrarsi sugli affari della Sword Blade. Nel novembre 1718 il Sub-Governatore Bateman e il Vice Governatore Shepheard morirono entrambi. Questo fatto lasciò la compagnia improvvisamente senza i suoi due amministratori più anziani ed esperti, non considerando la carica onorifica del governatore. Furono sostituiti da Sir John Fellowes in qualità di Sub-Governatore e Charles Joye come vice.

### Guerra
Nel 1718 scoppiò ancora una volta la guerra con la Spagna. In Sud America furono sequestrate le attività della compagnia, per le quali quest'ultima aveva sostenuto costi per £ 300 000. Era scomparsa qualsiasi prospettiva di profitto dal commercio, per il quale la società aveva acquistato navi ed aveva pianificato i suoi prossimi affari.

## Rifinanziamento del debito pubblico
Nuovi avvenimenti in Francia adesso vennero a influenzare il futuro della compagnia. Un economista e finanziere scozzese, John Law, esiliato dopo aver ucciso un uomo in duello, aveva viaggiato in Europa prima di stabilirsi in Francia. Qui aveva fondato una banca, che nel dicembre 1718 divenne la Banque Royale, Banca Nazionale di Francia, mentre la legge concesse ampi poteri per controllare l'economia della Francia allo stesso, che operava in gran parte con regio decreto. Il grande successo di Law era conosciuto negli ambienti finanziari in tutta Europa e ora venne ad ispirare Blunt ed i suoi soci a compiere maggiori sforzi per far crescere i propri affari.
Nel febbraio 1719 Craggs illustrò alla Camera dei Comuni un nuovo piano per migliorare il debito nazionale convertendo le rendite emesse dopo la lotteria del 1710 in azioni Sea Sud. Con legge del Parlamento, alla compagnia fu concesso il diritto di emettere 1150 nuove azioni per ogni 100 £ all'anno di rendita che era stata ceduta. Il governo avrebbe pagato il 5% annuo sul titolo creato, che avrebbe dimezzato il saldo annuale. La conversione era volontaria, pari a 2,5 milioni di sterline nuove azioni se tutte fossero convertite. La compagnia emise un nuovo prestito supplementare per il governo pro-quota fino a £ 750 000, sempre al 5%.
La compagnia South Sea presentò l'offerta al pubblico nel mese di luglio 1719. Nel mese di marzo ci fu un fallito tentativo di restaurare il vecchio pretendente, James Edward Stuart, al trono della Gran Bretagna, con un piccolo sbarco delle truppe in Scozia. Essi furono sconfitti nella battaglia di Glen Shiel il 10 giugno. The Sword Blade company diffuse una voce che il pretendente era stato catturato e l'euforia generale incoraggiò il prezzo delle azioni dei South Sea a salire da £ 100, dove erano andate in primavera, a £ 114. Venivano ancora pagate alla compagnia delle rendite allo stesso valore monetario delle azioni, mantenendo il profitto dalla crescita di valore prima dell'emissione. Furono scambiati circa i due terzi delle rendite in essere.

### Negoziare più debito per la parità

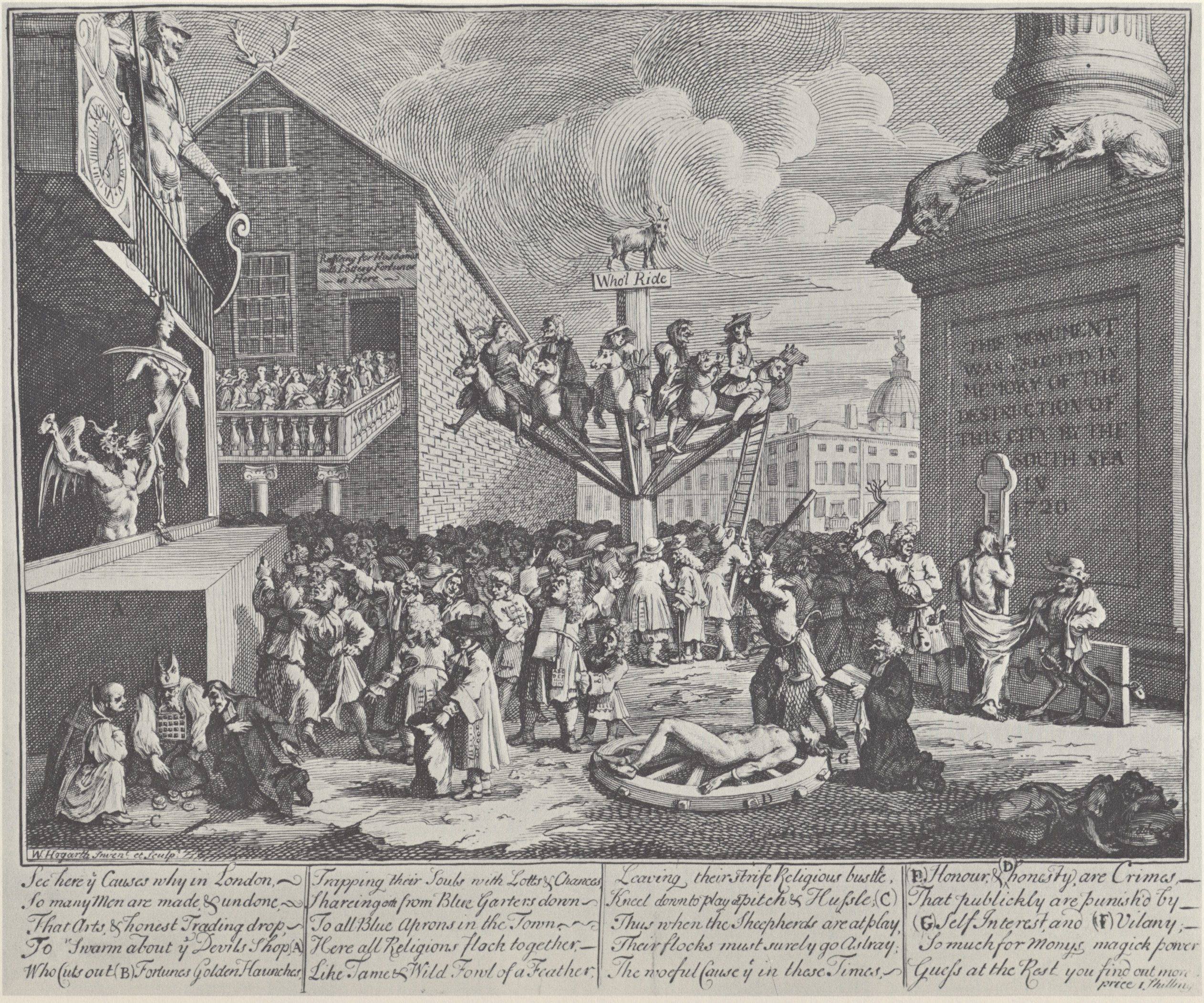
William Hogarth, Stampa emblematica relativa al Piano South Sea (1721). Nell'angolo in basso a sinistra ci sono protestanti, cattolici, e le figure degli ebrei che giocano d'azzardo, mentre nel mezzo c'è una macchina gigantesca, come una giostra, dove le persone stanno per imbarcarsi. Nella parte superiore c'è una capra, con sotto la scritta "Chi la cavalca". Le persone sono distribuite all'interno del quadro con un senso di disordine, mentre il progresso della gente ben vestita verso la corsa al centro rappresenta la follia del popolo che acquista azioni della South Sea Company, che ha impiegato più tempo ad emettere le azioni di qualunque altra cosa.

Il sistema del 1719 fu un netto successo dal punto di vista del governo, e essi cercarono di ripeterlo. I negoziati ebbero luogo tra Aislabie e Craggs per il governo e Blunt, Cashier Knight e il suo assistente e Caswell. Janssen, il Sotto Governatore ed il Vice Governatore furono consultati, ma le trattative rimasero segrete per la maggior parte della compagnia. C'erano notizie dalla Francia di fortune fatti investendo nella banca di Law, le cui azioni erano aumentate notevolmente. Il denaro si muoveva in Europa, ed altri collocamenti minacciavano di assorbire il capitale disponibile (sistemi a due assicurazioni nel dicembre del 1719, ognuna che cercava di rastrellare 3 milioni di £).
Furono studiati dei piani per un nuovo progetto di prendere in consegna la maggior parte del debito nazionale non consolidato della Gran Bretagna (£ 30 981 712), in cambio di azioni della Compagnia. Furono valutate le rendite in un'unica soluzione necessarie per produrre il reddito annuo per la tutta durata originale ad un interesse ipotizzato pari al 5%, che avrebbe favorito quelli con i termini più brevi ancora a scadere. Il governo accettò di pagare lo stesso importo alla società per tutto il debito rimborsabile a tempo determinato come era stato pagato prima, ma dopo sette anni il tasso di interesse del 5% sarebbe sceso al 4% sia sulle nuove rendite che su quelle maturate in precedenza. Dopo il primo anno, la società doveva dare al governo 3 milioni di sterline in quattro rate trimestrali. Nuove azioni sarebbero state create a un valore nominale pari al debito, ma il prezzo delle azioni andò aumentando e la vendita delle azioni rimanenti, cioè l'eccedenza del valore di mercato complessivo del titolo oltre l'importo del debito, sarebbe stata utilizzata per aumentare la quota del governo e un profitto per la compagnia. Più il prezzo saliva prima della conversione, tanto più la società avrebbe realizzato. Prima di progetto i pagamenti costavano al governo 1,5 milioni di £ all'anno.
In sintesi, il debito pubblico totale nel 1719 era di 50 milioni di £:
£ 18,3m era detenuto da tre grandi corporazioni:
£   3,4m da parte della Banca d'Inghilterra
£   3,2m dalla British East India Company
£ 11,7m dalla South Sea Company
I debiti riscattabili dai privati erano pari a £ 16,5m
£ 15m consisteva in vitalizi irredimibili, rendite a tempo lungo fisso di 72-87 anni, e brevi annualità di 22 anni ancora da scadere.
Lo scopo di questa conversione era simile a quello vecchio: i titolari di debito e rendite potevano ricevere meno rendimento totale, ma un investimento illiquido veniva trasformato in azioni che potevano essere facilmente scambiate. Le azioni sostenute da debito pubblico erano considerate un investimento sicuro e un modo conveniente per tenere e spostare denaro: molto più facile e più sicuro delle monete in metallo. L'unica alternativa ad un investimento sicuro, la terra, era molto più difficile da vendere ed era giuridicamente molto più complesso trasferire la proprietà.
Il governo ricevette un pagamento in contanti e minori interessi sul debito complessivo. Cosa importante, acquisì inoltre il controllo su quando il debito doveva essere rimborsato, non prima di sette anni e dopo a sua discrezione. Ciò evitava il rischio che il debito dovesse essere rimborsato in un momento futuro magari proprio quando il governo aveva bisogno invece di prendere in prestito di più e avrebbe potuto essere costretto a pagare tassi di interesse più elevati. Il pagamento per il governo doveva essere utilizzato per acquistare qualsiasi credito non inserito nel programma, cosa che aiutava certamente il governo, ma aiutava anche la compagnia, eliminando i titoli eventualmente concorrenti dal mercato, tra cui le grandi aziende controllate dalla Banca d'Inghilterra.
Le azioni della Compagnia venivano ora scambiate a £ 123, quindi la emissione era pari a una iniezione di £ 5 milioni di nuovo capitale fresco in un'economia in forte espansione, proprio mentre i tassi di interesse erano in calo. Il prodotto interno lordo (PIL) della Gran Bretagna, a questo punto era stimato a 64,4 milioni di £.

#### Annuncio pubblico
Il 21 gennaio il piano fu presentato al consiglio di amministrazione della South Sea Company, e il 22 gennaio il Cancelliere dello Scacchiere, John Aislabie lo presentò al Parlamento. La Camera rimase sbalordita e in silenzio, ma sul recupero propose che la Banca d'Inghilterra avrebbe dovuto essere invitata a fare un'offerta migliore. In risposta, la South Sea aumentò il pagamento in contanti di 3,5 milioni di £, mentre la Banca propose di intraprendere la conversione con un pagamento di 5,5 milioni di sterline e un prezzo di conversione fisso di £ 170 per ogni £ 100 di valore nominale per azione della Banca. Il 1º febbraio i negoziatori della Compagnia guidati da Blunt alzarono la loro offerta di £ 4 milioni, più una percentuale di 3,5 milioni di sterline a seconda di come il grosso del debito veniva convertito. Inoltre concordarono che il tasso d'interesse si doveva ridurre dopo quattro anni invece di sette e decisero di vendere per conto del governo £ 1 milione di titoli del Tesoro (precedentemente gestiti dalla Banca). La Camera accettò l'offerta della South Sea. Le azioni della banca scesero bruscamente.
Forse il primo segnale di difficoltà venne quando la Compagnia South Sea annunciò che il suo dividendo per il Natale 1719 sarebbe stato differito di 12 mesi. La compagnia iniziò una dimostrazione di gratitudine verso suoi amici. A soggetti selezionati fu venduto un pacchetto della compagnia per azioni al prezzo corrente. Le operazioni furono registrate da Knight col nome degli intermediari finanziari, ma non furono ricevuti pagamenti e non furono emesse azioni, infatti l'azienda aveva nulla da emettere fino a quando la conversione del debito non fosse cominciata. Ognuno aveva la possibilità di rivendere le sue azioni di nuovo alla società in qualsiasi data futura ed a qualsiasi prezzo di mercato che potesse essere applicato. Le azioni sono andati al Craggs: il Vecchio e il Giovane; Lord Gower; George Granville, I Barone di Lansdowne; e altri quattro deputati. Lord Sunderland avrebbe guadagnato £ 500 per ogni sterlina che l'azione aumentava; l'amante di Giorgio I, i loro figli e la contessa Platen £ 120 per ogni aumento di una sterlina, Aislabie £ 200 per sterlina, Lord Stanhope £ 600 per sterlina. Altri investirono denaro, compreso il Tesoriere della Marina, Richard Hampden, che investì £ 25.000 di denaro pubblico per proprio conto.
La proposta fu accettata in una forma leggermente modificata nel mese di aprile 1720. Cruciale in questa conversione era la percentuale di titolari di rendite irredimibili che avrebbero potuto essere tentati di convertire i loro titoli ad un prezzo elevato per le nuove azioni. (I detentori di debiti rimborsabili non avevano effettivamente altra scelta, se non iscriversi.) La South Sea Company poteva fissare il prezzo di conversione, ma non poteva discostarsi molto dal prezzo di mercato delle sue azioni. La compagnia in definitiva acquisì l'85% dei redimibili e l'80% degli irredimibili.

### Prezzo delle azioni gonfiato

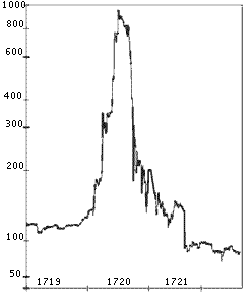
Chart of company stock prices.

La società poi iniziò a parlare delle sue azioni con "le dicerie più stravaganti" a proposito del valore del suo potenziale giro d'affari col Nuovo Mondo; a ciò seguì un'ondata di "frenesia speculativa". Il prezzo delle azioni era salito dal momento in cui era stato fissato per il piano: da £ 128 nel mese di gennaio 1720, a £ 175 nel mese di febbraio, £ 330 a marzo e, dopo l'accettazione del regime, £ 550 alla fine di maggio.
Ciò che può aver sostenuto gli alti multipli della società (il suo rapporto P/E) fu un fondo di credito (noto al mercato) di £ 70 milioni disponibili per l'espansione commerciale, che era stato messo a disposizione attraverso il sostegno sostanziale, a quanto pare, dal Parlamento e dal Re.
Le azioni della Compagnia furono "vendute" ai politici al prezzo corrente di mercato; tuttavia, piuttosto che pagare per le azioni, questi destinatari semplicemente si tennero quelle azioni che erano state offerte, con la possibilità di vendere di nuovo alla società quando e come avrebbero voluto, ricevendo come "profitto" l'aumento del prezzo di mercato. Questo metodo, oltre a conquistare i capi di governo, l'amante del re, ecc. ebbe anche il vantaggio di legare i loro interessi agli interessi della compagnia: al fine di garantire i loro profitti, dovevano contribuire a far salire le azioni. Nel frattempo, pubblicizzando i nomi dei loro azionisti d'élite, la compagnia era riuscita ad ammantarsi di un'aura di legittimità, che attirò altri acquirenti.

### Contrattibolle
La South Sea Company non era affatto l'unica società che cercava di raccogliere fondi da parte degli investitori nel 1720. Un gran numero di altre società di capitali era stato creato adducendo stravaganti (a volte fraudolenti) pretese sull'estero o altre imprese o programmi bizzarri. Altri rappresentavano programmi potenzialmente solidi, anche se nuovi, come ad esempio fondare compagnie di assicurazione. Questi furono soprannominati "bolle". Alcune delle aziende non avevano alcun fondamento giuridico, mentre altri, come l'azienda Hollow Sword Blade in qualità di banchiere del mare del sud, utilizzò le società per azioni privilegiate esistenti, per scopi completamente diversi dalla loro creazione. La York Buildings Company era stata costituita per fornire acqua a Londra, ma fu acquistata da Case Billingsley che la utilizzò per l'acquisto di beni confiscati ai giacobiti in Scozia, che poi formò il patrimonio di una compagnia di assicurazioni.
Su 22 febbraio 1720 John Hungerford sollevò la questione delle compagnie bolla alla Camera dei Comuni e convinse la Camea ad istituire un comitato, che egli presiedette, per indagare. Egli individuò una serie di compagnie che tra di loro avevano cercato di raccogliere £ 40 milioni di capitale. La commissione indagò le imprese, stabilendo il principio che le compagnie non devono operare al di fuori dell'oggetto specificato nei rispettivi statuti. Un potenziale imbarazzo per la South Sea fu evitato quando sorse la questione della Cava Sword Blade Company. Furono evitate le difficoltà inondando il comitato con i parlamentari sostenitori della South Sea e votando contro la proposta di indagare la Sword Hollow, 75 contro 25. (All'epoca i comitati della Camera erano o 'aperti' o 'segreti' . Un comitato segreto era uno con un gruppo fisso di membri che potevano votare sui suoi lavori. Al contrario, ogni deputato poteva partecipare ad un comitato 'aperto' e votare sui suoi lavori.) Stanhope, che era un membro del comitato, ricevette £ 50.000 in azioni della South Sea 'rivendibili' da Sawbridge, direttore della Sword Hollow, in quel periodo. Hungerford era stato precedentemente espulso dalla Camera dei Comuni per aver accettato una tangente.
Tra le società bolla indagate ce n'erano due protette da Lord Onslow e Lord Chetwynd, rispettivamente, per garantire le spedizioni. Questi ultimi furono criticati pesantemente ed i rapporti discutibili del Procuratore generale e dell'avvocato generale nel tentativo di ottenere contratti per le compagnie causò la sostituzione di entrambi. Tuttavia i programmi avevano il supporto di Walpole e Craggs, di modo che la maggior parte del Bubble Act (che fu finalmente redatto a giugno 1720 dalle indagini della commissione) fu dedicato alla creazione di contratti per la Royal Exchange Assurance Corporation e la London Assurance Corporation. Le aziende furono tenute a pagare £ 300 000 per il privilegio. La legge richiede che una società per azioni potrebbe essere incorporata solo con legge del Parlamento o con un decreto reale. Il divieto sulle joint venture azionarie non autorizzate non fu abrogato fino al 1825.
Il passaggio della legge diede una spinta alla South Sea Company, facendo schizzare le sue azioni a £ 890 ai primi di giugno. Questo picco incoraggiò la gente a iniziare a vendere; per controbilanciare gli amministratori della compagnia ordinarono ai loro agenti di comprare, riuscendo a sostenere il prezzo fino a circa £ 750.

### Raggiunto il top

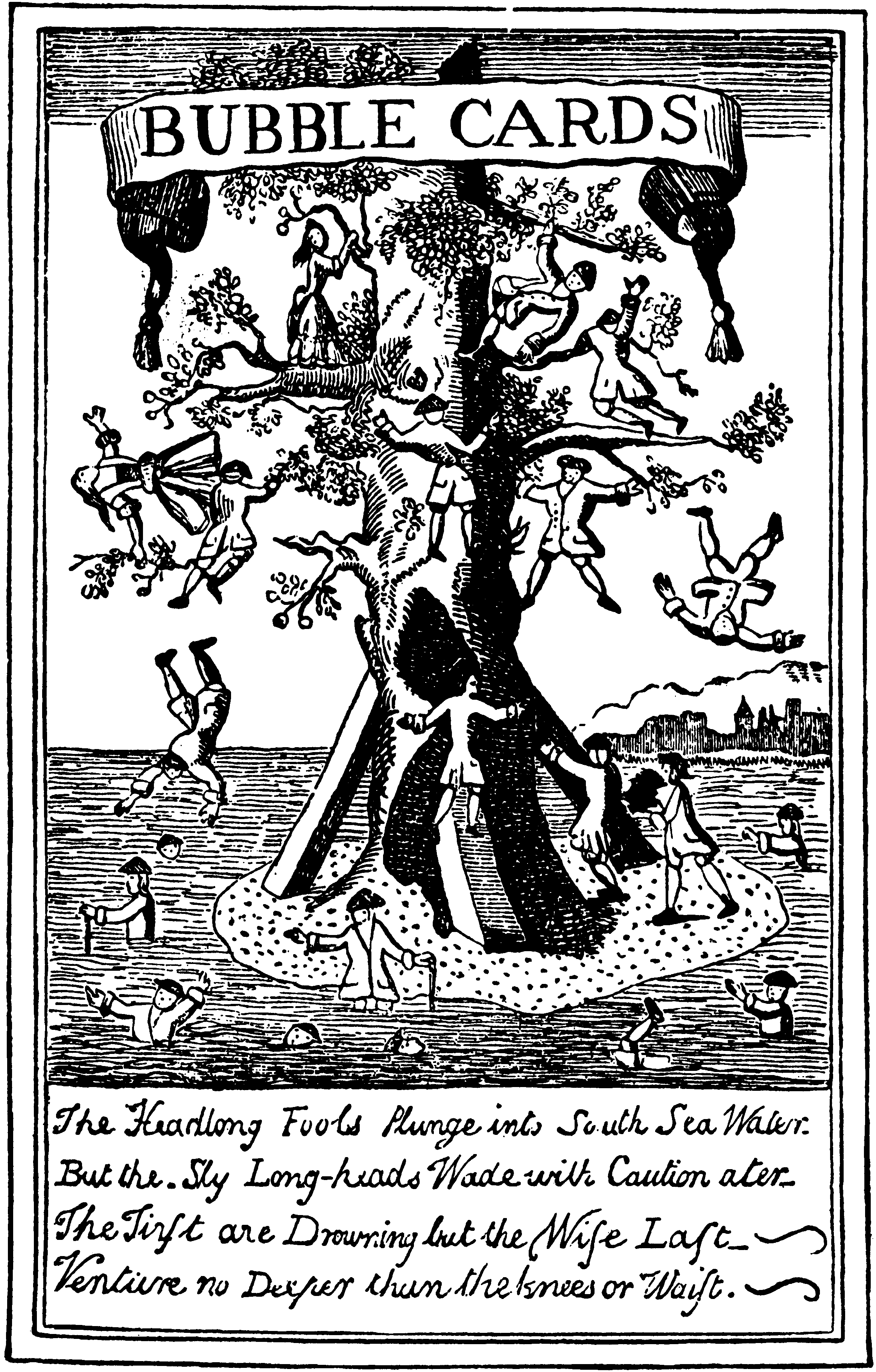
Tree caricature from Bubble Cards

Il prezzo delle azioni salì nel corso di un solo anno da circa 100 £ a quasi £ 1000 per azione. Il suo successo causò una grande frenesia in tutto il paese -comportamento del gregge- ed ogni tipo di persona, dai contadini ai signori, aveva sviluppato un interesse febbrile per gli investimenti: in primo luogo nella South Sea, ma in generale per tutte le azioni. Tra le molte compagnie a diventare pubbliche nel 1720 ce n'è una -molto famosa- che si pubblicizzava come "una compagnia che avrebbe portato un'impresa molto vantaggiosa, ma nessuno sapeva quale fosse".
Il prezzo, alla fine ha raggiunse £ 1000 ai primi di agosto e il livello di vendita fu tale che il prezzo cominciò a cadere, precipitando di nuovo a £ 100 per azione prima della fine dell'anno, innescando bancarotte tra quelli che avevano comprato a credito, e l'aumento delle vendite, anche vendite allo scoperto-cioè vendita di azioni prese in prestito nella speranza di riacquistarle con un guadagno se il prezzo fosse sceso.
Inoltre, nel mese di agosto 1720 era dovuto il primo dei pagamenti rateali della prima e della seconda sottoscrizione di denaro sulle nuove emissioni della South Sea. All'inizio dell'anno John Blunt era venuto con l'idea di sostenere il prezzo delle azioni: la compagnia aveva prestato i soldi alla gente per comprare le sue azioni. Come risultato, molti azionisti non potevano pagare le loro azioni se non vendendole.
Inoltre, una corsa per la liquidità, apparsa a livello internazionale come "bolle", si diffuse anche ad Amsterdam e Parigi. Il crollo coincise con la caduta della Compagnia del Mississippi di John Law in Francia. Di conseguenza il prezzo delle azioni South Sea cominciò a precipitare.

### Incriminazioni
Entro la fine di settembre il titolo era sceso a £ 150. I fallimenti delle Compagnie ora si estesero alle banche e agli orafi, poiché non potevano riavere i prestiti effettuati sul titolo e migliaia di persone furono rovinate, tra cui molti membri dell'aristocrazia. Con gli investitori indignati, il Parlamento fu convocato nel mese di dicembre e fu avviata un'inchiesta. La rendicontazione del 1721, rivelò una frode estesa e capillare tra i dirigenti d'azienda e la corruzione nel governo. Tra quelli implicati c'erano John Aislabie (il Cancelliere dello Scacchiere), James Craggs il Vecchio (il ministro delle Poste), James Craggs il Giovane (Segretario del Sud) e anche Lord Stanhope e Lord Sunderland (i dirigenti del Ministero). Craggs il Vecchio e il Giovane Craggs morirono entrambi in disgrazia; gli altri furono messi sotto accusa per la loro corruzione. I Comuni trovarono Aislabie colpevole della "più nota, pericolosa e famigerata corruzione" e fu imprigionato.
Il Primo Lord del Tesoro di nuova nomina, Robert Walpole fu costretto ad introdurre una serie di misure per ripristinare la fiducia del pubblico. Sotto la guida di Walpole, il Parlamento cercò di affrontare la crisi finanziaria. Le proprietà degli amministratori della Compagnia furono confiscate e utilizzate per alleviare le sofferenze delle vittime, e le azioni della South Sea Company furono divise tra la Banca d'Inghilterra e la Compagnia britannica delle Indie orientali. La crisi aveva danneggiato in modo significativo la credibilità di re Re Giorgio I e del Partito Whig.

### Quotazioni spinte dal crollo
Joseph Spence ha scritto che Lord Radnor gli aveva riferito "Quando a Sir Isaac Newton fu chiesto circa la continuazione della salita del titolo South Sea… Lui rispose 'che non poteva calcolare la follia della gente'." Inoltre pare che avesse dichiarato, "posso calcolare il movimento delle stelle, ma non la follia degli uomini". La nipote di Newton Caterina Conduitt gli aveva riferito invece che lui aveva "perso ventimila sterline. Di questo, peraltro, non gli piaceva mai tanto sentir parlare…" Questa cifra era una fortuna all'epoca (pari a circa 2,4 milioni di sterline in termini attuali), ma non è chiaro se sia stata una perdita monetaria o la perdita di un'occasione di potenziale guadagno.

## Una società commerciale
La Compagnia South Sea era stata creata nel 1711 per ridurre le dimensioni del debito pubblico, ma le era stato concesso il privilegio commerciale dei diritti esclusivi del commercio con le Indie spagnole, sulla base del trattato di commercio firmato dalla Gran Bretagna e l'Arciduca Carlo, aspirante al trono della Spagna durante la guerra di successione spagnola. Dal momento che Filippo V divenne re di Spagna, la Gran Bretagna ottenne col trattato di Utrecht 1713 i diritti per il commercio degli schiavi nelle Indie spagnole (detto Asiento) per 30 anni. Tali diritti erano precedentemente detenuti dalla Compagnie della Guinea.
Il consiglio della compagnia South Sea si era opposto all'utilizzo della tratta degli schiavi, che aveva mostrato poca redditività quando società per azioni privilegiate si erano impegnate in essa, ma era l'unico tipo di commercio legale con le colonie spagnole perché erano un mercato chiuso. Per aumentare la redditività, il contratto Asiento comprese il diritto di inviare una nave all'anno di 500 tonnellate alle fiere di Portobello e Veracruz cariche di mercanzie esentasse, chiamata Navío de Permiso.
La Corona d'Inghilterra e il re di Spagna avevano diritto al 25% dei profitti, in base ai termini del contratto, che era una copia del contratto francese Asiento, ma la Regina Anna presto rinunciò alla sua parte. Il re di Spagna non ricevette pagamenti dovuti a lui e questa fu una delle fonti di contesa tra la Corona spagnola e la South Sea Company.
Come nel caso di precedenti titolari dell'Asiento, il portoghese e il francese, il profitto non era nel commercio degli schiavi, ma nelle merci di contrabbando illegalmente caricate sulle navi negriere e sulla nave annuale. Tali prodotti venivano venduti alle colonie spagnole a un prezzo considerevole, dato che erano fortemente richieste e costituivano una concorrenza sleale per le merci tassate, risultando una perdita grave dal guadagno del commercio della Corona spagnola. Le relazioni tra la South Sea Company ed il governo della Spagna erano sempre state poco buone e peggiorate con il tempo. La Compagnia si lamentava di perquisizioni e sequestri di beni, mancanza di redditività e della confisca delle proprietà durante le guerre tra la Gran Bretagna e la Spagna del 1718-1723 e 1727-1729, durante le quali le operazioni della compagnia erano state sospese. Il governo spagnolo si lamentava del commercio illegale, il mancato rispetto da parte della compagnia della regola di presentare i propri conti, come previsto dal contratto e il mancato pagamento della quota dei profitti del re. Queste affermazioni furono una delle principali cause di deterioramento delle relazioni tra i due paesi nel 1738; e anche se il primo ministro Walpole era contrario alla guerra, c'era un forte appoggio ad essa dal re, la Camera dei Comuni e una fazione nel suo gabinetto. Walpole fu abile a negoziare un trattato con il re di Spagna alla convenzione di Pardo nel gennaio 1739 che prevedeva che la Spagna avrebbe pagato i mercanti inglesi £ 95.000 a titolo di risarcimento per gli arresti e i beni sequestrati, mentre la South Sea Company avrebbe pagato alla Corona spagnola £ 68.000 di proventi dovuti dall'Asiento. La South Sea Company rifiutò di pagare i proventi e il re di Spagna sospese il pagamento del risarcimento fino a che il pagamento della South Sea Company non fosse assicurato. La rottura delle relazioni tra l'South Sea Company e il governo spagnolo fu il preludio alla Guerra del Asiento, appena le prime flotte Royal Navy furono partite nel luglio 1739 alla volta dei Caraibi, prima della dichiarazione di guerra, che durò dall'ottobre 1739 fino al 1748. Questa guerra è conosciuta come la guerra di Jenkins' Ear.

### Tratta degli schiavi sotto l'Asiento

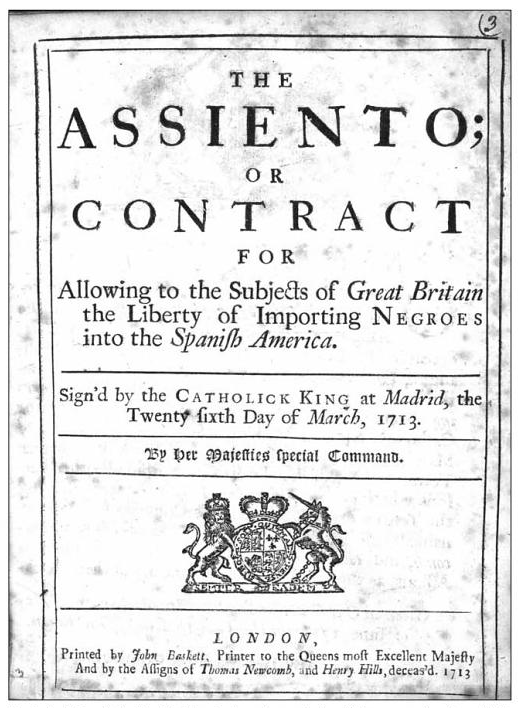
Cover of the English translation of the Asiento contract signed by Britain and Spain in 1713 as part of the Utrecht treaty that ended the War of Spanish Succession. The contract granted exclusive rights to Britain to sell slaves in the Spanish Indies.

In base al Trattato di Tordesillas, la Spagna fu la sola potenza europea che non poté costruire stabilimenti in Africa per l'acquisto di schiavi. Gli schiavi per l'America spagnola venivano forniti da compagnie cui erano stati concessi diritti esclusivi per il loro commercio. Questo contratto di monopolio fu chiamato lo schiavo Asiento. Tra il 1701 e il 1713 il contratto Asiento fu concesso alla Francia. Nel 1711 la Gran Bretagna aveva creato la Compagnia South Sea per ridurre il debito e per il commercio con l'America spagnola, ma quel commercio era illegale senza un visto della Spagna, e l'unico permesso esistente era l'Asiento per la tratta degli schiavi, per cui col Trattato di Utrecht del 1713 la Gran Bretagna ottenne il trasferimento del contratto Asiento dalla Francia all'Inghilterra per i successivi 30 anni. Il consiglio di amministrazione era riluttante ad impiegare la tratta degli schiavi, che non era un oggetto specifico della compagnia e aveva mostrato poca redditività quando effettuato da società per azioni privilegiate, ma alla fine accettò il 26 marzo 1714. L'Asiento fissava una quota di vendita di 4800 unità di schiavi all'anno. Uno schiavo maschio adulto contava per un'unità; donne e bambini contavano come frazioni di unità. Inizialmente gli schiavi erano stati forniti dalla Royal African Company.
La South Sea Company aveva fondato fattorie per l'accoglienza di schiavi a Cartagena de Indias, Colombia, Veracruz, Mexico, Panama, Portobelo, Buenos Aires, L'Avana e Santiago di Cuba e depositi di schiavi in Giamaica e alle Barbados. Nonostante i problemi con la speculazione, la South Sea Company aveva un discreto successo col commercio degli schiavi e raggiungeva la sua quota (era insolito per altre compagnie, create allo stesso modo raggiungere la loro quota). Secondo i dati compilati da David Eltis e altri, nel corso di 96 viaggi in 25 anni, la South Sea Company acquistò 34.000 schiavi, dei quali 30.000 sopravvissero al viaggio attraverso l'Atlantico. Quindi circa l'11% degli schiavi era morto durante il viaggio: un tasso relativamente basso di mortalità per la Middle Crossing (Traversata Mediana). La società persisteva con la tratta degli schiavi attraverso due guerre con la Spagna e la disastrosa bolla commerciale del 1720. Il commercio della compagnia delle persone in stato di schiavitù raggiunse il picco durante l'anno commerciale 1725, cinque anni dopo lo scoppio della bolla. Tra il 1715 e il 1739, il commercio degli schiavi costituiva la principale attività commerciale legale della South Sea Company.

### La nave annuale
Il contratto Asiento del 1713 concedeva il permesso di inviare una nave di 500 tonnellate all'anno, carica di merce esentasse da vendere alle fiere della Nuova Spagna, Cartagena de Indias e Portobelo. Questa fu una concessione senza precedenti che interrompeva due secoli di rigorosa esclusione dei mercanti stranieri dall'Impero Spagnolo.
La prima nave a dirigersi verso le Americhe, il "Royal Prince", era prevista per 1714, ma fu ritardata fino all'agosto 1716. In considerazione delle tre navi annuali perse dalla data del contratto Asiento, il tonnellaggio consentito delle successive dieci navi fu portato a 650. In realtà solo sette navi annuali navigarono durante l'Asiento, l'ultima delle quali fu la Royal Caroline nel 1732. Il fallimento della società che gestiva i conti per tutte le navi annuali, tranne il primo e la mancanza del pagamento dei proventi alla Corona di Spagna dai profitti di tutte le navi annuali, provocò la mancata concessione di altri permessi alle navi della Compagnia, dopo il viaggio della Royal Caroline del 1732-1734.
In contrasto con il commercio legittimo di schiavi, il commercio regolare delle navi annuali generava rendimenti ottimi, in alcuni casi i profitti erano oltre il 100%. La contabilità del viaggio del "Royal Prince" non fu presentata fino al 1733, a seguito di continue richieste da parte dei funzionari spagnoli. Essi riportarono profitti per £ 43.607. Dal momento che il re di Spagna aveva diritto al 25% dei profitti, al netto degli interessi sul prestito, egli richiese £ 8.678. La South Sea Company non pagò mai l'importo dovuto per la prima nave annuale alla corona spagnola, né pagò qualsiasi importo per uno qualsiasi degli altri sei viaggi.

### Caccia alla balena artica
La Greenland Company fu fondata da una legge del Parlamento del 1693 con lo scopo di catturare le balene nell'Artico. I prodotti della loro "pesca balene" dovevano essere liberi di dogana e altri diritti. In parte a causa dei disagi marittimi causati dalle guerre con la Francia, la compagnia Greenland fallì finanziariamente nel giro di pochi anni. Nel 1722 Henry Elking pubblicò una proposta, rivolta ai governatori della South Sea Company, che avrebbero dovuto riprendere la "Greenland Trade" e inviare le navi per la cattura di balene nell'Artico. Egli formulò suggerimenti molto dettagliati su come le navi avrebbero dovuto essere dotate di equipaggio e attrezzate.
Il Parlamento britannico confermò che una "pesca delle balene" britannico-artica sarebbe continuata per beneficiare della libertà dai dazi doganali e nel 1724 la South Sea Company decise di iniziare la caccia alle balene. Avevano 12 navi baleniere costruite sul fiume Tamigi e queste partirono verso i mari della Groenlandia nel 1725. Ulteriori navi furono costruite negli anni successivi, ma l'impresa non riuscì. C'erano pochissimi balenieri esperti rimasti in Gran Bretagna e la compagnia dovette assumere balenieri olandesi e danesi per i posti chiave a bordo delle loro navi: per esempio tutti i comandanti ed i fiocinatori furono assunti dall'isola Frisone Settentrionale di Föhr. Gli altri costi furono mal controllati e le catture rimasero purtroppo pochi, anche se la società aveva inviato fino a 25 navi per lo Stretto di Davis e il mare della Groenlandia in alcuni anni. Nel 1732 la Società aveva accumulato una perdita netta di £ 177.782 dai loro 8 anni di caccia alla balena artica.
Gli amministratori della Compagnia South Sea si è appellò al governo britannico per ulteriore aiuto. Il Parlamento aveva approvato una legge nel 1732 che aveva esteso le concessioni esentasse per altri 9 anni. Nel 1733 fu approvata una legge che inoltre concedeva un sussidio statale ai balenieri britannico-artici, il primo di una lunga serie di atti che continuò e modificò i sussidi di caccia per tutto il XVIII secolo. Questo, e gli Atti successivi, richiedevano che i balenieri rispettassero le condizioni per quanto riguarda il personale di bordo e l'allestimento delle baleniere, molto vicino a quello delle condizioni suggerite da Elking nel 1722. Nonostante l'estensione delle concessioni esentasse e la prospettiva di tali sussidi reali, la Corte e gli amministratori della South Sea Company hanno deciso che non potevano aspettarsi di fare profitti dalla caccia alle balene dell'Artico. Non mandarono più fuori altre baleniere dopo la stagione 1732 in perdita.

## Il debito pubblico dopo la guerra dei sette anni
La compagnia continuò i suoi commerci (quando non interrotta dalla guerra) fino alla fine della Guerra dei sette anni (1756-1763). Tuttavia, la sua funzione principale fu sempre gestire il debito pubblico, piuttosto che commerciare con le colonie spagnole. La South Sea Company proseguì la sua gestione di una parte del debito nazionale fino a quando fu sciolta nel 1853, nel momento in cui il debito era stato riconsolidato. Il debito non fu pagato dalla prima guerra mondiale, a quel punto fu consolidato di nuovo, a condizioni che consentirono al governo di evitare di pagare il capitale.

## Ufficiali della South Sea Company
La South Sea Company aveva un Governatore, (generalmente un titolo onorifico), un sotto governatore, un vice governatore e 30 amministratori (ridotti nel 1753 a 21).
| Anno          | Governatore                      | Sub Governatore    | Vice Governatore    |
| ------------- | -------------------------------- | ------------------ | ------------------- |
| luglio 1711   | Robert Harley, I conte di Oxford | Sir James Bateman  | Samuel Ongley       |
| agosto 1712   | Robert Harley, I conte di Oxford | Sir James Bateman  | Sir Ambrose Crowley |
| ottobre 1713  | Robert Harley, I conte di Oxford | Sir James Bateman  | Samuel Shepheard    |
| febbraio 1715 | Giorgio II, Principe di Galles   | Sir James Bateman  | Samuel Shepheard    |
| febbraio 1718 | Re Giorgio I                     | Sir James Bateman  | Samuel Shepheard    |
| novembre 1718 | Re Giorgio I                     | John Fellows       | Samuel Shepheard    |
| febbraio 1719 | Re Giorgio I                     | John Fellows       | Charles Joye        |
| febbraio 1721 | Re Giorgio I                     | Sir John Eyles, Bt | John Rudge          |
| luglio 1727   | Re Giorgio II                    | Sir John Eyles, Bt | John Rudge          |
| febbraio 1730 | Re Giorgio II                    | Sir John Eyles, Bt | John Hanbury        |
| febbraio 1733 | Re Giorgio II                    | Richard Hopkins    | John Bristow        |
| febbraio 1735 | Re Giorgio II                    | Peter Burrell      | John Bristow        |
| marzo 1756    | Re Giorgio II                    | John Bristow       | John Philipson      |
| febbraio 1756 | Re Giorgio II                    | John Bristow       | Lewis Way           |
| gennaio 1760  | Re Giorgio III                   | John Bristow       | Lewis Way           |
| febbraio 1763 | Re Giorgio III                   | Lewis Way          | Richard Jackson     |
| marzo 1768    | Re Giorgio III                   | Lewis Way          | Thomas Coventry     |
| gennaio 1771  | Re Giorgio III                   | Thomas Coventry    | vacant (?)          |
| gennaio 1772  | Re Giorgio III                   | Thomas Coventry    | John Warde          |
| marzo 1775    | Re Giorgio III                   | Thomas Coventry    | Samuel Salt         |
| gennaio 1793  | Re Giorgio III                   | Benjamin Way       | Robert Dorrell      |
| febbraio 1802 | Re Giorgio III                   | Benjamin Way       | Peter Pierson       |
| febbraio 1808 | Re Giorgio III                   | Charles Bosanquet  | Benjamin Harrison   |
| 1820          | Re Giorgio IV                    | Charles Bosanquet  | Benjamin Harrison   |
| gennaio 1826  | Re Giorgio IV                    | Charles Bosanquet  | Sir Robert Baker    |
| 1830          | Re Guglielmo IV                  | Charles Bosanquet  | Sir Robert Baker    |
| luglio 1837   | Regina Vittoria                  | Charles Bosanquet  | Sir Robert Baker    |
| gennaio 1838  | Regina Vittoria                  | Charles Franks     | Thomas Vigne        |